# Xylopia bemarivensis
Xylopia bemarivensis este o specie de plante angiosperme din genul Xylopia, familia Annonaceae, descrisă de Friedrich Ludwig Diels. Conform Catalogue of Life specia Xylopia bemarivensis nu are subspecii cunoscute.